# 国务院法制办公室
国务院法制办公室（简称国务院法制办），是已撤销的国务院办事机构，协助国务院总理办理法制工作。

## 沿革
1949年中华人民共和国成立时，根据《中华人民共和国中央人民政府组织法》第十八条和第二十一条的规定，于1949年9月设立中央人民政府法制委员会，任务是“秉承中央人民政府委员会的意旨，受政务院的领导及政务院政治法律委员会的指导，研究、草拟与审议各种法规草案并解答现行各种法规”（《中央人民政府法制委员会试行组织条例》第二条）。下设5委、3室、1厅：刑事法规委员会、民事法规委员会、商事法规委员会、外事法规委员会、法规审议委员会（负责上述4个委员会分工之外的法规）、资料室、编译室（编译外文法律资料）、研究室（研究法理学、法制史及综合性的法律理论问题）、办公厅。中央人民政府法制委员会先后审议或草拟以中央人民政府、政务院及各委、部和各大行政区名义发布的法规、规章3500多件，其中政务院发布和批准发布的条例、通则、办法等法规230件。
1954年11月10日，经第一届全国人大常委会第二次会议批准，国务院设立国务院法制局。《国务院法制局组织简则》规定，国务院法制局在国务院直接领导下，执行以下任务：“审查国务院交付审查的法规草案；根据国务院的决定，草拟法规草案；整理国务院发布和批准的现行法规；办理国务院交办的其他有关法制的工作。”下设4组3室：行政法规组（包括政法文教外事）、工交法规组（包括劳动）、财经法规组、农林法规组、法制史研究室、编辑室、办公室。
1959年6月20日，根据第二届全国人大常委会第四次会议《关于批准国务院调整直属机构的决议》，国务院撤销国务院法制局，业务划归国务院秘书厅。国务院秘书厅设法律室，主要任务是“协助领导审查国务院各部门报送国务院的法规。”国务院法规编纂委员会也划归国务院秘书厅，主要任务仍是编辑出版《中华人民共和国法规汇编》。1965年法律室撤销，法律室业务与秘书厅秘书处的业务合并成立秘书室，由秘书室下属的一个组兼管法规审查。1966年“文革”爆发后，国务院的法制机构于1966年底被取消。
中共十一届三中全会后，1979年7月在国务院办公室值班室设立第五组，主要任务是负责审查各部门报送国务院的法律、法规草案。1980年5月，在国务院办公室值班室第五组的基础上成立国务院办公厅法制局，任务是“协助领导审查国务院各部门报送国务院的法规；编辑出版《国务院公报》。”国务院办公厅法制局下设政法文教处、工交农林处、外事财贸处、公报编辑室，后来又增设法规清理室、办公室。
1981年7月，国务院又成立国务院经济法规研究中心，是国务院领导下的研究咨询机构，同时负责对国务院各经济部门起草、修订经济法规的工作进行规划、指导、组织、协调。主要任务是：“（一）研究有关制定经济法规的规划、步骤及重大理论问题和实际问题，向国务院提出建议；（二）根据国务院的指示，组织、指导、协调有关方面进行经济法规的起草工作；（三）对国务院交办的重要经济法规进行研究，提出修改意见；（四）定期召开座谈会及利用首都法学刊物等，组织研究有关经济立法方面的重大问题，交流有关制定经济法规的情况与经验；（五）向有关宣传、出版部门提出搞好经济法规宣传和普及的建议。”该中心设常务干事会，负责领导和组织该中心的工作。该中心下设办公室，办公室内设农林财贸组、工交劳动组、综合组、经济法制杂志组。
1986年4月，国务院决定将上述两机构合并，成立国务院法制局。仍保留国务院经济法规研究中心的名义，其活动纳入国务院法制局的工作范围。
1986年4月至1988年8月，国务院法制局是国务院直属机构，全面负责国务院的法制行政工作。主要任务是：“编制国务院立法计划，组织有关部门实施；审查各部门上报国务院的法律、行政法规草案；组织起草某些重要法律、行政法规草案；检查研究法规执行情况和法制建设中存在的问题，并提出建议；组织清理法规，编辑法规汇编；以国务院经济法规研究中心名义，开展同国内外经济法学界的学术交流、咨询等活动；办理国务院领导交办的事项。”
1988年8月至1993年4月，国务院法制局由国务院直属机构改为办事机构。根据国务院批准的国务院法制局“三定”方案，国务院法制局是负责国务院法制工作的办事机构，是国务院领导在法制工作方面的参谋和助手。主要任务是：“根据改革、开放和建立社会主义商品经济新秩序对法制工作的要求，以及建立我国社会主义法律体系的实际需要，对国务院各部门的立法工作通盘考虑，综合研究，组织协调，具体指导。”主要职责是：“（1）编制国务院立法计划，组织有关部门实施；（2）审查各部门上报国务院的法律草案、行政法规草案和国际条约；（3）组织起草某些重要法律草案和行政法规草案；（4）承办行政法规的立法解释工作；（5）编纂行政法规；（6）检查行政法规的实施情况，研究法制建设中存在的问题，及时向国务院提出建议；（7）组织清理法规，编辑法规汇编；（8）办理地方性法规、地方人民政府和国务院各部门规章的备案工作；（9）审定行政法规的外文译本；（10）围绕立法工作，开展法制理论研究以及与外国政府法制机构和国内外法学界的工作交流及学术交流活动；（11）负责行政法规的出版工作；（12）办理国务院领导交办的事项。”国务院法制局设7个司、室（办公室、研究室、政法教科文卫法规司、财贸外事法规司、工交劳动法规司、农林城建法规司、法规检查司），1个直属处（人事处）。按照中央国家机关工委要求，设立机关党委。1989年7月经批准成立中国法制出版社。1990年3月经批准增设法规编纂室和编译资料室。
1993年3月19日起，国务院法制局由国务院办事机构改为直属机构。国务院批准的国务院法制局新“三定”方案规定：“国务院法制局是负责国务院法制工作的直属机构，是国务院领导同志在政府法制工作方面的参谋和助手。”主要任务是“承担国务院交办的审查修改或者组织起草法律草案、行政法规草案和进一步完善行政执法监督体制等政府法制工作，进行规划、协调、监督、服务。”主要职责是：“（1）编制国务院立法计划，督促、指导有关部门实施。（2）审查修改各部门报送国务院审议的法律草案、行政法规草案，从法律角度审查部门报送国务院审核的我国缔结或者加入的国际条约。（3）组织起草某些重要法律草案、行政法规草案。（4）承办行政法规的立法解释工作。（5）研究行政执法中带普遍性的问题，提出解决意见。（6）根据国务院的部署和要求，参与或者组织检查重要法律、行政法规的执行情况。（7）协调部门之间在有关法律、行政法规执行中的矛盾和争议。（8）对行政复议、应诉工作进行指导。（9）办理地方性法规、地方人民政府规章和国务院各部门规章的备案工作。（10）清理、编纂行政法规，编辑法规汇编，审定行政法规外文译本。（11）开展政府法制理论研究以及与外国政府法制机构的工作交流和国内外法学界的学术交流活动。（12）承办国务院交办的其他事项。”国务院法制局设7个职能司（室）（办公室、政法人事法规司、教科文卫法规司、财政金融法规司、工交商事法规司、农林城建法规司、政府法制监督司）和机关党委以及法规编纂室、编译资料室、信息中心。1994年5月，经批准成立国务院法制局信息中心。1994年11月，经批准成立机关后勤服务中心。
1998年3月，中共中央决定成立国务院法制办公室党组。新成立的国务院法制办公室是国务院办事机构。在“三定”方案中，将原国务院法制局参与或者组织检查重要法律、行政法规执行情况的职能划归各有关部门。主要职责是：“（1）统筹考虑、统一规划国务院的立法工作，拟订国务院年度立法工作安排，报经国务院领导批准后，组织实施，督促指导。（2）审查修改各部门报送国务院的法律草案、行政法规草案，从法律角度审查部门报送国务院审核的我国缔结或者参加的国际条约。（3）起草或者组织起草若干重要的法律草案、行政法规草案。（4）承办行政法规的立法解释工作。（5）研究行政诉讼、行政复议、行政赔偿、行政处罚、行政许可、行政收费、行政执行等涉及政府行为共同规范的法律、行政法规实施以及行政执法中带普遍性的问题，向国务院提出完善制度和解决问题的意见，拟订有关配套的行政法规、文件和答复意见。（6）协调部门之间在有关法律、行政法规实施中的矛盾和争议。（7）办理地方性法规、地方人民政府规章和国务院各部门规章的备案审查工作，审查其同宪法、法律、行政法规是否抵触以及它们相互之间是否矛盾，根据不同情况提出处理意见。（8）清理、编纂行政法规，编辑国家出版的法律、行政法规汇编正式版本。（9）组织翻译、审定国家出版的行政法规外文文本和民族语言文本。（10）开展政府法制理论、政府法制工作研究和交流，开展对外法制业务交流。（11）承办国务院交办的其他事项。”
国务院法制办公室机关内设8个职能司：秘书行政司（研究司）、政法劳动社会保障法制司、教育科技文化卫生法制司、财政金融法制司、工交商事法制司、农林资源环保法制司、政府法制协调司、法规译审和外事司和机关党委。2005年7月28日，经批准增设行政复议司和政府法制研究中心。
2018年3月17日第十三届全国人民代表大会第一次会议通过《第十三届全国人民代表大会第一次会议
关于国务院机构改革方案的决定》，批准《国务院机构改革方案》。方案规定：“重新组建司法部。将司法部和国务院法制办公室的职责整合，重新组建司法部，作为国务院组成部门。不再保留国务院法制办公室。”

## 职责
根据《国务院关于机构设置的通知》（国发〔2008〕11号），设立国务院法制办公室（正部级），为国务院办事机构。
职责调整
- 加强经济社会发展中紧迫性、重要性问题涉及的政府法制工作的职责。

主要职责
1. 调查研究依法行政和政府法制建设中出现的新情况、新问题，提出推进依法行政的具体措施和工作建议。协助总理办理法制工作事项。
2. 承担统筹规划国务院立法工作的责任，拟订国务院年度立法工作安排，报国务院批准后组织实施，督促指导。
3. 承担审查各部门报送国务院的法律法规草案，以及需要由国务院批准的重要涉外规章、部门联合规章的责任。负责从法律角度审查部门报送国务院审核的我国缔结或者参加的国际条约。
4. 负责起草或者组织起草有关重要法律草案、行政法规草案。负责对与群众利益密切相关的行政法规草案向社会公开征求意见。
5. 承担地方性法规、地方政府规章和国务院部门规章的备案审查责任，审查其同宪法、法律、行政法规是否抵触以及它们相互之间是否矛盾，根据不同情况提出处理意见。
6. 研究行政诉讼、行政复议、行政赔偿、行政处罚、行政许可、行政收费、行政执行等法律、行政法规实施以及行政执法中带有普遍性的问题，向国务院提出完善制度和解决问题的意见，拟订有关配套的行政法规、文件和答复意见。
7. 负责承办行政法规的立法解释工作。承担协调部门之间在法律法规实施中的争议和问题的有关工作。承办申请国务院裁决的行政复议案件，指导、监督全国的行政复议工作。
8. 负责及时清理、编纂行政法规，编辑国家出版的法律、行政法规汇编正式版本。指导规章清理工作。负责组织翻译、审定国家出版的行政法规外文文本和民族语言文本。
9. 开展政府法制理论、政府法制工作研究和宣传，开展对外法制业务交流。
10. 承办国务院交办的其他事项[5]。

## 机构设置

### 内设机构
- 秘书行政司（研究司、人事司）：负责机关文电、会务、机要、档案、信访、保密、保卫等工作；拟订国务院年度立法工作安排，研究国务院法制工作和国家法制建设中的重要问题，研究世界贸易组织规则涉及的法律问题；承办机关人事、离退休干部等工作。内设秘书处、机要处、综合处、人事处、老干部处、财务处、房管处、基建办、机关党委办公室（含机关工会、机关团委）。
- 政法国防法制司：承办政法、军事、民族、宗教等方面的法制工作。内设一处（综合）、二处（政法）、三处（国防）。
- 社会管理法制司：承办民政、人力资源社会保障、安全生产等方面的法制工作。内设一处（综合）、二处（社会组织）、三处（社会保障）。
- 教育科技文化卫生法制司：承办教育、科技、文化、卫生、体育和知识产权等方面的法制工作。内设一处（教育、科技）、二处（文化、体育）、三处（卫生、医药）。
- 工交商事法制司：承办工业和信息化、交通运输、商务、工商、质量监督、国有资产管理等方面的法制工作。内设一处（综合）、二处（交通）、三处（工贸）。
- 财政金融法制司：承办发展改革、财政、金融、税收、证券、保险、海关等方面的法制工作。内设一处（综合）、二处（财税）、三处（金融）。
- 农林城建资源环保法制司：承办农林、住房城乡建设、资源、环保等方面的法制工作。内设一处（农林）、二处（城建）、三处（资源、环保）。
- 政府法制协调司（法规规章备案审查司、法规编纂司）：研究涉及政府行为共同规范的法律法规实施中的问题，起草配套行政法规、文件和答复意见；研究行政执法中带有普遍性的问题，提出完善制度的建议；承办协调部门之间在法律法规实施中的争议和问题的有关工作；承办地方性法规、地方政府规章和国务院部门规章的备案审查工作，根据审查情况提出处理意见；办理国家机关、社会团体、企事业组织和公民对法规规章提出的合法性审查申请事项；指导规章清理工作；承办清理、编纂行政法规的有关工作；编辑国家出版的法律、行政法规汇编正式版本。内设一处（综合）、二处（备案审查）、三处（法规汇编编纂）、四处（仲裁）。
- 国际司（港澳台办公室）：承办外交方面的法制工作，联系外交部、侨办、港澳办、台办、外国专家局等部门；承办国家出版的行政法规外文文本和民族语言文本的组织翻译、审定工作；承办有关国际合作与交流事宜，办理机关外事行政工作。内设一处（综合）、二处（条约法规）、三处（国际合作交流）、四处（译审）。
- 行政复议司：承办申请国务院裁决的行政复议案件的有关工作；承办指导、监督全国行政复议、应诉的有关工作；提出完善行政复议、应诉制度的建议；承办行政复议法具体应用问题的解释。内设一处（综合）、二处（立案）、三处（地方案件审理）、四处（部门案件审理）。
- 机关党委：负责机关和在京直属单位的党群工作[6]。

### 直属事业单位
- 政府法制研究中心
- 信息中心
- 机关服务中心[6]

## 历任领导
国务院法制办公室
| 主任 - 杨景宇（1998年3月—2002年9月） - 曹康泰（2002年9月—2010年4月） - 宋大涵（2010年4月—2018年3月） 党组书记 - 袁曙宏（2017年2月—2018年3月） 副主任 - 袁曙宏（—2018年3月） - 甘藏春（—2018年3月） - 钱锋（—2018年3月） - 刘炤（—2018年3月） | 党组成员 - 宋大涵（2010年4月—2018年3月） - 甘藏春（—2018年3月） - 钱锋（—2018年3月） - 刘炤（—2018年3月） |